# Der Jane Austen Club
Der Jane Austen Club ist ein amerikanisches Liebesdrama aus dem Jahr 2007. Dem Film der Regisseurin Robin Swicord liegt der Bestseller-Roman der Schriftstellerin Karen Joy Fowler zugrunde.

## Handlung
Sylvia wird von ihrem Mann Daniel wegen einer anderen Frau nach zwanzig Ehejahren verlassen. Ihre Freundin Bernadette gründet daraufhin einen „Jane Austen Buchclub“, mit dem sie Sylvia auf andere Gedanken bringen möchte. In diesem Club sollen die sechs Romane der britischen Schriftstellerin Jane Austen diskutiert werden. Sechs Romane, sechs Mitglieder. Sylvias beste Freundin, Single und Hundezüchterin Jocelyn, bringt ihren Zufallsbekannten Grigg als einzigen Mann in die Runde mit. Dessen einziger Beweggrund zur Mitgliedschaft ist, bei Jocelyn zu punkten und sie näher kennenzulernen. Sylvias lesbische Tochter Allegra tritt nur ihrer Mutter zuliebe dem Club bei. Die unglücklich verheiratete Französischlehrerin Prudie, die Gefahr läuft, mit einem ihrer Schüler ein Verhältnis zu beginnen, ist die Sechste in der Runde. Monatlich treffen sich die Clubmitglieder, um je eines der Werke Austens zu besprechen. Nach und nach wird klar, dass sich das Liebesleben der einzelnen Clubmitglieder mit den Handlungssträngen der Romane deckt.

## Drehorte
Der Film entstand ausschließlich in Kalifornien. Drehorte waren Encino, die Lakewood High School in Lakewood, der Long Beach Airport in Long Beach, Santa Monica, Santa Clarita, Westlake Village und die Stadtteile Northridge, North Hollywood und Van Nuys in Los Angeles.

## Kritiken
Mehrere Filmzeitschriften bemängeln an dieser Komödie, dass der Film wesentlich Kenntnisse des Lebenswerks von Jane Austen voraussetzt, um alle Anspielungen und Charaktere dieses Filmes zu verstehen.

„Fazit: Seichte Wohlfühl-Romanze mit starkem Ensemble – von der ohne Vorkenntnisse wenig übrig bleibt.“

„Fazit: Viele kleine Nebenbemerkungen ergeben erst Sinn, wenn man die Bücher gelesen hat. Es kann leicht zu Verwirrungen kommen, wenn man die Romanhelden in den Diskussionen nicht zuordnen kann und somit die Verweise auf die Romane nicht versteht.“

„Der trotz einiger schöner Momente weitgehend seichte Film will mit allen Mitteln die Emotionen des Publikums anrühren, lässt dabei aber die Subtilität der Autorin, der sich der Film und seine Charaktere verpflichtet fühlen, weitgehend vermissen.“